# Marina (personagem)
Marina é uma personagem ficcional criada pelo cartunista brasileiro Mauricio de Sousa como parte da Turma da Mônica.

## Criação
Marina foi criada com base em uma filha homônima de Mauricio de Sousa, assim como Mônica e Magali. Filha de Mauricio também nos quadrinhos, ganhou dele um lápis mágico que é capaz de dar vida aos desenhos e, que já lhe causou inúmeras encrencas, principalmente porque vive perdendo-o — em certo episódio, foi achado por Cebolinha, que causou problemas. Sua grande paixão é pintar, e já chegou até a expor seus quadros.

### Características
Assim como sua inspiração, tem uma exímia habilidade de desenhar, além de ser bondosa e inteiigente. Embora seja gentil, já demonstrou desconforto quando não tinha silêncio para desenvolver criatividade e pintar. Tem cabelos cacheados longos (maiores que os de várias garotas do bairro) e usa uma blusa amarela, com um desenho de uma espécie de alienígena estampado, além de shorts e sapatos rosas.